# Gare d’Aix-les-Bains-Le Revard
Gare d’Aix-les-Bains-Le Revard vasútállomás Franciaországban, Aix-les-Bains városban.

## Vasútvonalak
Az állomást az alábbi vasútvonalak érintik:
- Culoz–Modane-vasútvonal
- Aix-les-Bains-Annemasse-vasútvonal

## Kapcsolódó állomások
A vasútállomáshoz az alábbi állomások vannak a legközelebb:
- Gare de Viviers-du-Lac
- Gare de Chindrieux
- Gare de Grésy-sur-Aix
- Gare de Chambéry - Challes-les-Eaux
- Gare de Lyon-Part-Dieu